# Шамонин, Николай Николаевич
Никола́й Никола́евич Шамо́нин (11 [23] июля 1858, Купянск, Харьковская губерния — 11 [24] марта 1917, Рязань) — российский педагог, директор 1-й Костромской (1906—1912) и 1-й Рязанской гимназий (1912—1917), действительный статский советник (1916). Брат переводчицы и биографа Н. Н. Шамониной.

## Биография
Родился 11 июля 1858 года в Купянске, в Харьковской губернии в дворянской семье. Его отец отставной капитан Николай Иванович Шамонин (1824—1887) имел в деревне Ивановской, Купянской уезда 240 десятин земли. Мальчик был крещён 19 июля в Николаевской церкви города Купянска.
В 1877 году окончил 1-ю Московскую гимназию и в том же году поступил в Императорский Московский университет в котором в 1882 году со званием кандидата окончил историко-филологический факультет.
С 1882 года состоял в должности учителя истории и географии в Коломенской шестиклассной прогимназии (в 1884 году была преобразована в полную гимназию).
В августе 1884 года, согласно прошению, бы перемещён в Жиздринскую шестиклассную прогимназию, а в августе 1885 года был назначен учителем древних языков во 2-ю Московскую гимназию.
В 1886 году указом Правительствующего сената был утверждён в чине коллежского асессора (старшинство с 1881 года).
В августе 1887 года был перемещён учителем истории и географии в Рыбинскую гимназию и в том же году указом Правительствующего сената за выслугу лет утверждён в чине надворного советника (старшинство с 1885 года).
В 1889 году указом Правительствующего сената за выслугу лет утвержден в чине коллежского советника (старшинство с 1889 года).
1 января 1892 год назначен учителем истории и географии в Сергиево-Посадскую 6-ти классную прогимназию.
С 1895 году указом Правительствующего сената за выслугу лет произведён в чин статского советника (старшинство с 1889 года) и в том же году перемещён на должность учителя истории и географии в 6-ю Московскую гимназию. С 1896 года одновременно (с разрешения попечителя Московского учебного округа Н. П. Боголепова) был преподавателем истории в Московской частной женской гимназии М. Б. Пуссель. В 1897 году был избран библиотекарем 6-й Московской гимназии.
1 июля 1906 года назначен директором 1-я Костромской гимназии.
18 июня 1912 года назначен директором 1-й Рязанской гимназии.
Скончался 11 марта 1917 года в Рязани.
По воспоминаниям Павла Николаевича Милюкова, товарища по учёбе в 1-й Московской гимназии:

Николай Николаевич Шамонин славился среди всех нас феноменальным даром памяти. Мы смотрели как на непонятное чудо, когда, задав ему помножить по памяти одно многозначное число на другое многозначное, получали верный результат раньше, чем проходила минута. Он запоминал целые страницы, раз прочтенные. В интересовавшей нас области он был превосходным знатоком библиографии. При этом он отличался необыкновенной скромностью и никогда не выдавался вперёд.— «Из тайников моей памяти» (мемуары)

## Семья
- Сестра — Надежда Николаевна (1861, Купянск — 1928, Ленинград), переводчица, супруга историка С. Ф. Платонова.
- Жена — Елизавета Людвиговна (во первом браке — Воронихина, вдова; 1859 — февраль 1929);
- Дети: постановлением Московского окружного суда, в 1896 году Шамониным были усыновлены дети дворян Воронихиных:
  - Сын (усыновлён) — Николай Николаевич Шамонин (1888, Москва — 1932, Таджикская ССР), востоковед-японист;
  - Сын (усыновлён) — Борис Николаевич Шамонин (1891 — ?);
  - Дочь (удочерена) — Зинаида Николаевна Шамонина (1891 — ?).

## Награды
- Орден Святого Станислава III степени («за отличную усердную службу», 1891)
- Медаль «В память коронации Императора Николая II» (серебряная, 1897)
- Медаль «В память коронации императора Александра III» (серебряная, 1897)
- Орден Святой Анны III степени (1898).